# Tectidrilus squalidus
Tectidrilus squalidus är en ringmaskart som beskrevs av Erséus 1982. Tectidrilus squalidus ingår i släktet Tectidrilus och familjen glattmaskar. Inga underarter finns listade i Catalogue of Life.